# 文兴 (魏枝叶)
文興（1704年－1706年九月）为中国清朝时期云南反清领袖魏枝叶的年号，前后共1年。
又謝国楨的《南明史略》有「元兴」年号，为朱六非和李天极所用，但所据不详。因朱六非和李天极与魏枝叶为同伙，故李崇智认为元兴为文兴之误。

## 公元纪年对照表
| 文興 | 元年   | 二年   | 三年   |
| ---- | ------ | ------ | ------ |
| 公元 | 1704年 | 1705年 | 1706年 |
| 干支 | 甲申   | 乙酉   | 丙戌   |

## 同期存在的其他政权年号
- 中國
  - 康熙（1662年－1722年）：清朝—康熙帝玄烨之年号
  - 元兴（1704年－1707年）：清朝时期—李天极之年号
- 越南
  - 正和 （1680年－1705年）：后黎朝—熙宗黎维祫之年号
  - 永盛 （1705年－1720年）：后黎朝—裕宗黎维禟之年号
- 日本
  - 元祿（1688年－1704年） ：东山天皇之年號
  - 寶永（1704年－1711年）：东山天皇、中御门天皇之年號

## 參看
- 中國年號索引
- 其他意义的文興